# Ajaccio Napoleon Bonapartes flygplats

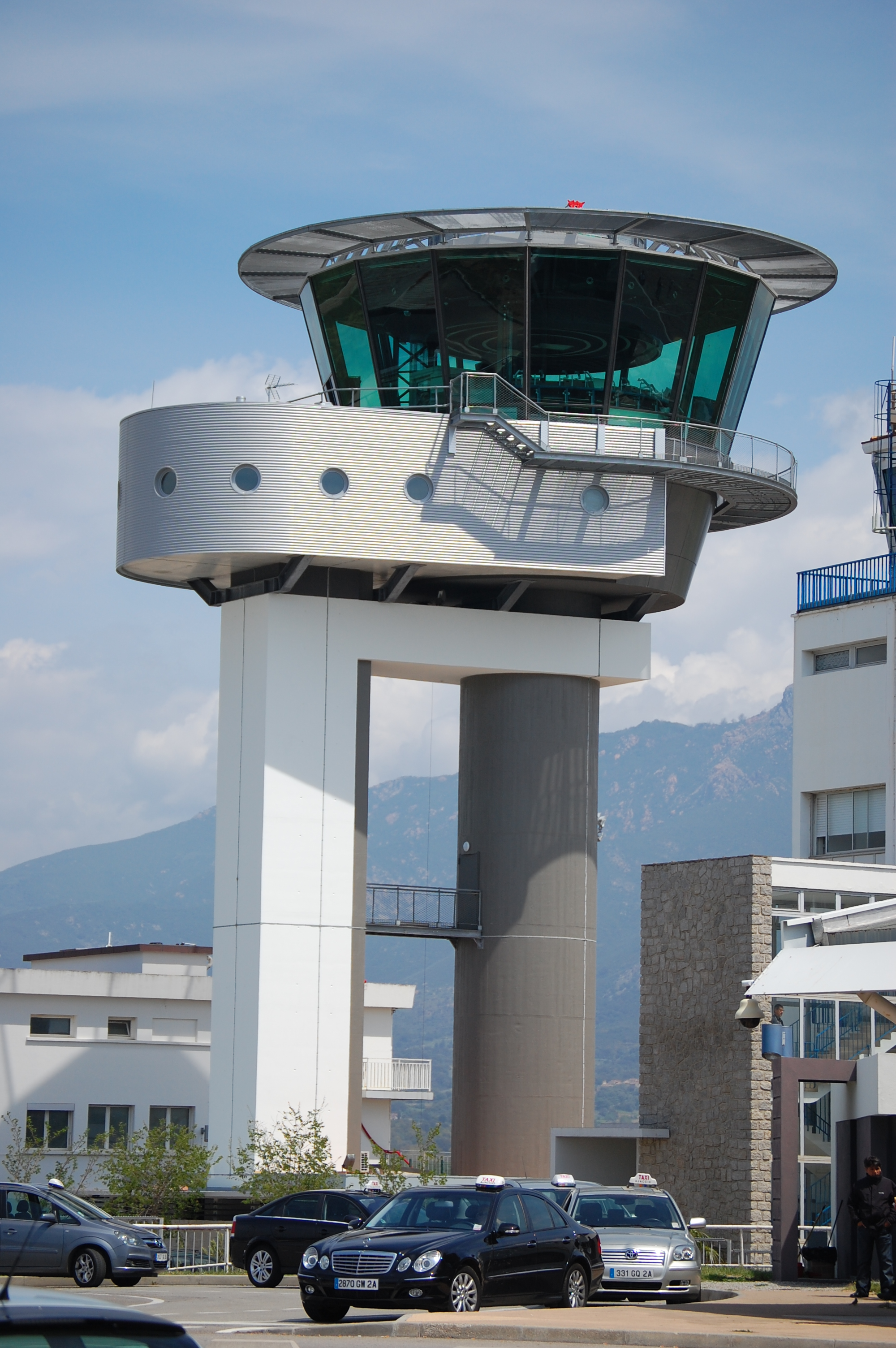
Kontrolltornet.

Ajaccio-Napoleon Bonapartes flygplats (IATA: AJA, ICAO: LFKJ) (franska: Aéroport d’Ajaccio-Napoléon-Bonaparte), tidigare "Campo dell’Oro flygplats" är den främsta flygplatsen till Ajaccio på den franska ön Korsika. Flygplatsen är huvudbas för det regionala flygbolaget Air Corsica. Den är uppkallad efter Napoleon Bonaparte, som föddes i staden Ajaccio.